# قلعه اردی
قلعه اردی مربوط به دوره قاجار است و در شهرستان ابرکوه، بخش بهمن، شهر مهردشت، محله اردی واقع شده و این اثر در تاریخ ۱۲ دی ۱۳۸۶ با شمارهٔ ثبت ۲۰۴۷۳ به‌عنوان یکی از آثار ملی ایران به ثبت رسیده‌است.